# Helvidi Prisc
Helvidi Prisc (en llatí Helvidius Priscus) va ser un filòsof i magistrat romà gendre de Trasea Pet, destacat pel seu amor a la llibertat que va pagar amb la seva sang.

## Biografia
Va néixer a Tarracina, fill de Cluvi (Cluvius) que era cap centurió (primipilus) d'origen samnita. Va ser adoptat per un Helvidi Prisc, potser pel legat d'una legió, que portava aquest nom. Va estudiar en la seva joventut i va adoptar la filosofia estoica.
Va ser qüestor en temps de Neró. En aquesta època es va casar amb Fànniala filla de Trasea Pet, que va ser la seva segona dona. Després va ser prefecte d'Acaia, i pel seu bon govern va deixar molt bon record.
L'any 51, si era ell i no el seu pare adoptiu, va ser legat d'una legió sota el governador de Síria Gai Ummidi Quadrat, que el va enviar a través del Taure per controlar la situació a la regió de Capadòcia on la conducta del governador Juli Peligne havia provocat aldarulls.
L'any 56 va ser tribú de la plebs i va protegir els pobres contra els procediments abusius d'Obultroni Sabí, qüestor de l'erari. Amb el seu sogre van arribar a celebrar festes republicanes i fins i tot els naixements de Cassi i Brut. Aquests fets van arribar a orelles de l'emperador que va fer matar Trasea i va desterrar a Prisc d'Itàlia (66).
Amb la seva dona Fànnia se'n va anar a Apol·lònia de Macedònia on va residir fins a la mort de Neró l'any 68. Galba el va fer tornar a Roma, i un dels seus primers actes va ser portar a judici a Epri Marcel, l'acusador del seu sogre, però com que no va tenir suport de Galba, l'acusació no va prosperar. Mort Galba l'any 69 es va cuidar del seu enterrament amb permís d'Otó, el nou emperador.
El mateix any va ser nomenat pretor per l'any 70 i com a pretor electe es va arriscar a enfrontar-se a Vitel·li al senat. Mort aquest el desembre del 69, va renovar el seu atac contra Epri Marcel. La primera confrontació la va guanyar Marcel, i la segona, en la què Prisc va acusar Marcel de ser informador de Neró, va suposar l'absolució de l'acusat, ja que va tenir el suport de Licini Mucià i Domicià.
L'any 70 va ser pretor i es va oposar a mesures d'altres que tenien per finalitat complaure a Vespasià, el nou emperador, que encara era a Orient però ja ningú li disputava el tron, i va proposar diverses mesures per tal d'estalviar diners públics, ja que l'erari estava exhaurit, mesures que havia de començar a aplicar el senat i no deixar-les en mans de l'emperador quan tornés. També va proposar restaurar el Capitoli incendiat l'any 69, a costa de l'erari i amb l'assistència de Vespasià. Quan l'emperador es va presentar a Roma, Prisc el va saludar amb el seu nom privat de Vespasià i en cap dels decrets que va fer com a pretor l'anomenava emperador. Va atacar tant a la persona, Vespasià, com al càrrec, emperador. L'enfrontament amb Vespasià va ser continuat. Prisc volia el restabliment de la república i l'emperador el va amenaçar d'expulsar-lo del senat, a menys que hi anés només a escoltar i es quedés en silenci, però va insistir que hi aniria i diria el que volgués, perque havia de dir el que li semblava just. L'emperador li va dir que el podia fer matar i va contestar que ja sabia que no era immortal i que la feina de l'emperador era fer matar o desterrar i la feina seva era morir o anar al desterrament, i que cadascú faria el que li tocava. Finalment l'emperador el va desterrar però no gaire lluny de la capital. La seva dona Fànnia el va tornar a acompanyar a l'exili, on va ser executat per orde de Vespasià, aconsellat per alguns enemics de Prisc. L'emperador se'n va penedir a última hora i va enviar missatgers per tal de suspendre l'execució, però els botxins van donar el fals informe que ja era mort.
La seva vídua Fànnia va encarregar la biografia del seu marit a Herenni Seneció, i per haver-la escrit Seneció va ser executat per Domicià, i Fànnia desterrada. Prisc va deixar un fill tingut amb la seva primera dona, conegut únicament com a Helvidi.